# Розаріто
Розаріто (ісп. Playas de Rosarito — пляж Розаріто) — місто на північному заході Мексики в штаті Баха-Каліфорнія приблизно за 40 км від кордону з США.